# کمیته تدوین استانداردهای حسابداری
کمیته تدوین استانداردهای حسابداری یکی از سه کمیته استاندارد گذاری سازمان حسابرسی است که وظیفه وضع‌کردن استانداردهای حسابداری ملی در ایران را بر عهده دارد.

## تاریخچه
سال ۱۳۷۱، این کمیته با نام اولیه کمیته رهنمودهای حسابداری از سوی هیئت عامل سازمان حسابرسی راه‌اندازی شد تااستانداردهای حسابداری ملی ایرانرا بر اساس استانداردهای معتبر و با توجه به شرایط محیطی ایران و با هدف ایجاد یک‌نواختی و برطرف کردن ناسازگاری‌ها وضع کند. سال ۱۳۷۳، پیش‌نویس ۹ بیانیه «رهنمود حسابداری» و «چارچوب تهیه و ارائه صورت‌های مالی» (نشریه ۹۶ سازمان حسابرسی) از سوی این کمیته برای نظرخواهی عمومی منتشر شد. سال ۱۳۷۵ نیز پیش‌نویس ۵ بیانیه رهنمود حسابداری دیگر (نشریه ۱۰۶ سازمان حسابرسی) از سوی این کمیته برای نظرخواهی عمومی منتشر شد. سرانجام در سال ۱۳۷۸ نخستین مجموعه «رهنمودهای حسابداری» از سوی کمیته منتشر و برای دو سال لازم‌الاجرا شد.

این کمیته بعدها با تصویب هیئت عامل سازمان حسابرسی به عنوان فعلی آن یعنی کمیته تدوین استانداردهای حسابداری تغییر نام یافت. نخستین «استانداردهای حسابداری» ملی ایران که توسط این کمیته وضع شد استانداردهای حسابداری ۱ تا ۲۲ بودند که برای صورت‌های مالی که آغاز دوره مالی آن‌ها از ۱ فروردین ۱۳۸۰ به بعد بود لازم‌الاجرا شد. آخرین استاندارد حسابداری ملی ایران که توسط این کمیته وضع شده‌است استاندارد حسابداری شماره ۳۳: مزایای بازنشستگی کارکنان است که در سال ۱۳۹۲ وضع شده‌است.